# Schijfrem

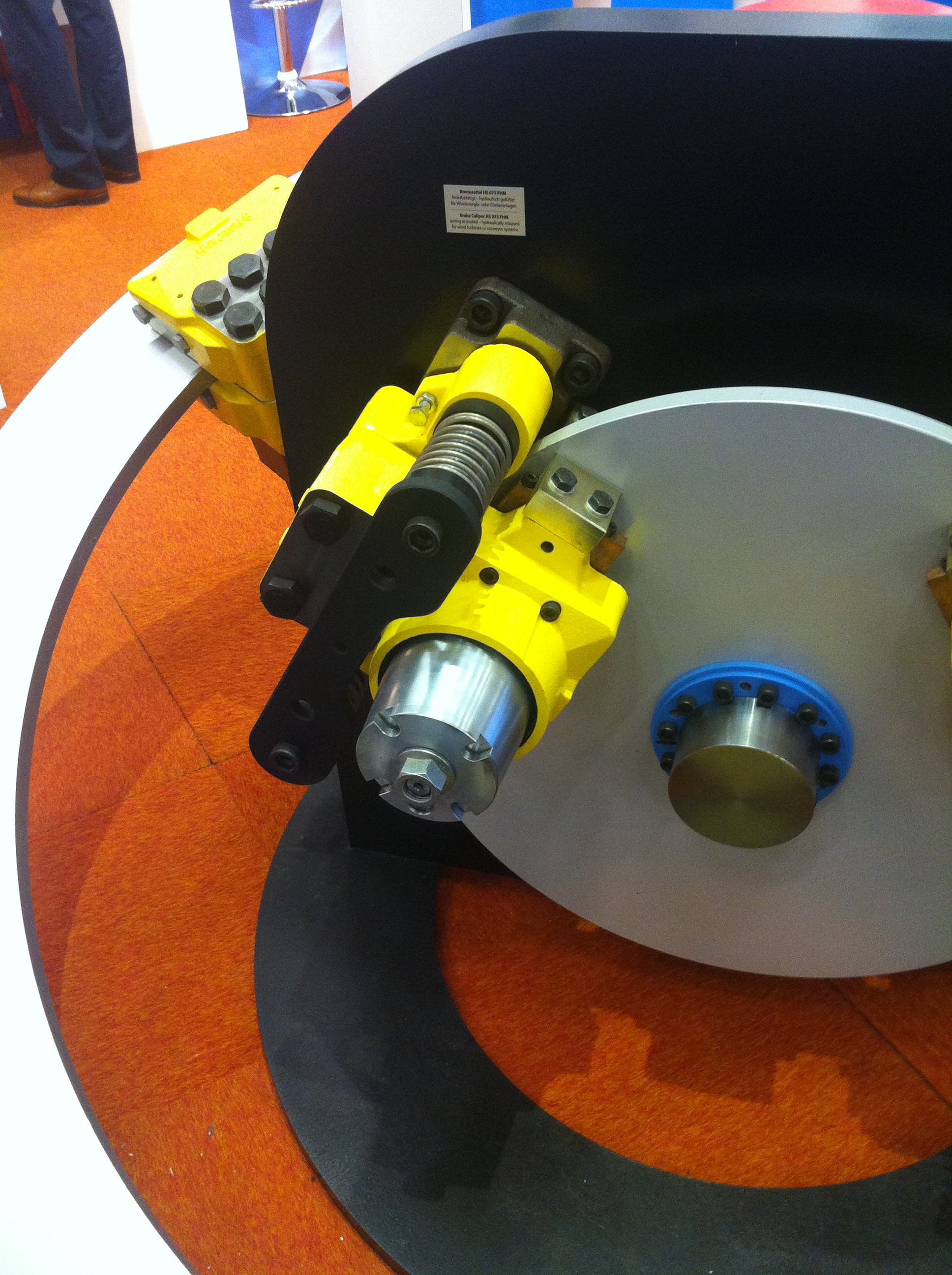
Een schijfrem voor een kraan of lopende band.

Een schijfrem is een rem waarbij een aan de bewegende constructie vast gemonteerde schijf meedraait, die door remblokken tegengehouden kan worden. Het bekendst zijn de schijfremmen die aan een wiel gekoppeld de snelheid van een voertuig kunnen verminderen of waarmee het gestopt wordt. Schijfremmen worden daarnaast overal in de techniek gebruikt. Afhankelijk van de af te remmen energie kunnen een of meerdere schijven worden toegepast in één rem.

## Werking
Het werkingsprincipe van een schijfrem is dat door het aandrukken van remblokken tegen een remschijf, wrijving ontstaat. De schijf en wat daaraan verbonden is, wordt hierdoor afgeremd. De bewegingsenergie van het voertuig waarop de rem gemonteerd is, wordt in warmte omgezet. Een remschijf van een auto of motorfiets kan bij een krachtige rembeweging dan ook roodgloeiend worden.
Om de remeffectiviteit zo groot mogelijk te maken, zijn de remblokken gemaakt van een materiaal dat op de remschijf een hoge wrijvingscoëfficiënt heeft. De schijfrem wordt op veel voertuigen toegepast, van lichte fietsen tot zware treinen.
Voordeel van de schijfrem is dat de remkracht evenredig met de drukkracht van de blokken is en daardoor goed te doseren. Nadeel is dat de drukkrachten vrij groot moeten zijn om een bruikbare vertraging te krijgen. Hierom zit in moderne auto's met schijfremmen eigenlijk altijd een rembekrachtiger.
Een enkelvoudige zuiger bedient hier de rem.

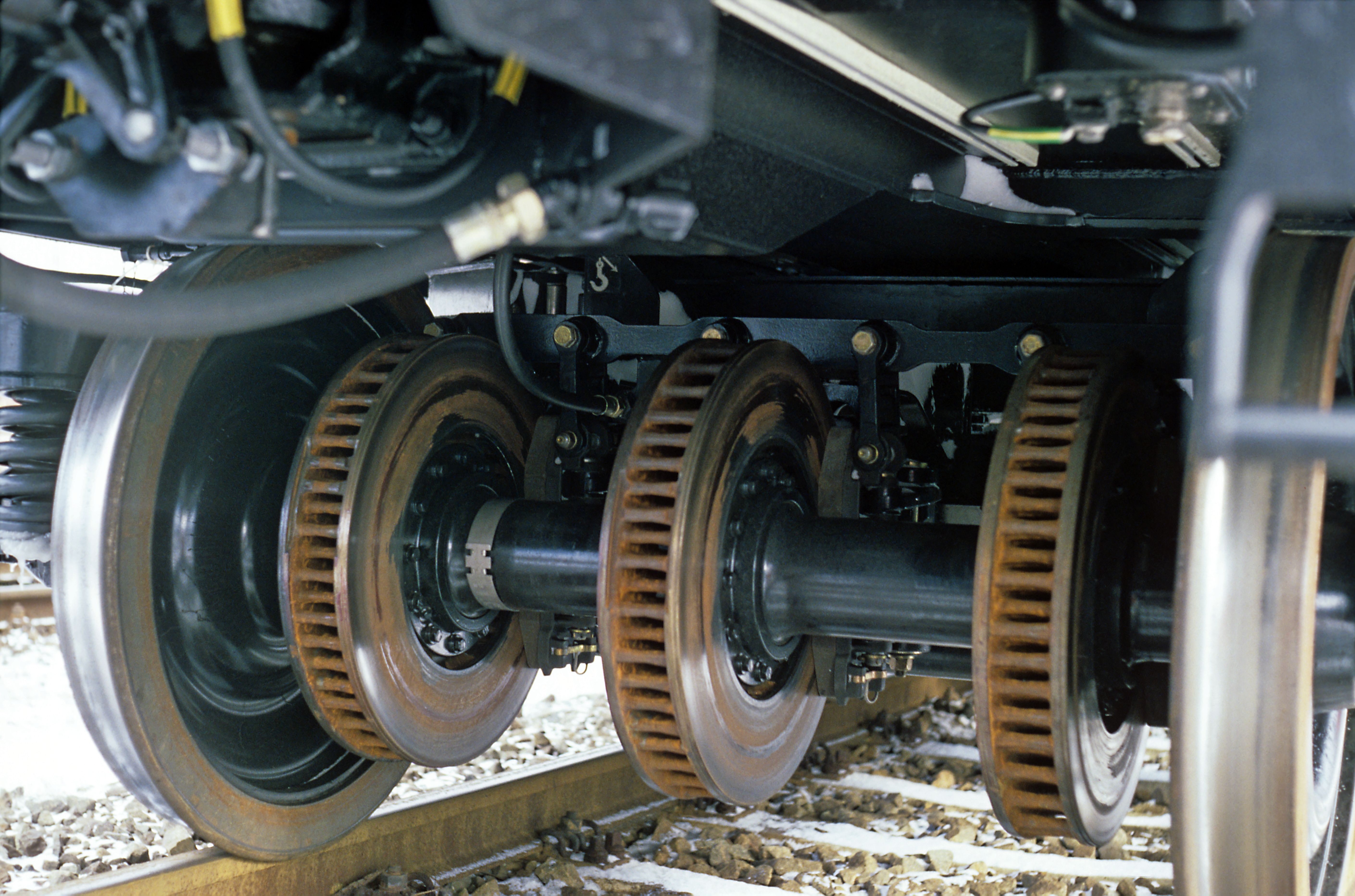
Treinas met drie remschijven. De luchtkanalen zijn hier duidelijk te zien.

Een ander voordeel van de schijfrem is dat de rubber afdichtingen van de zuigers die de blokken bedienen ervoor zorgen dat na het gebruik van de rem de remblokken juist voldoende worden teruggetrokken om de rem weer vrij te laten lopen. Hierdoor is geen veer nodig om de remblokken terug in rustpositie te drukken en kunnen de zuigers bij het slijten van de remblokken steeds iets dichter bij de remschijf komen te zitten. Hierdoor is de slag van de zuiger tussen ruststand en aangrijping altijd hetzelfde.
Door de diameterverhouding van de hoofdrem- en wielremcilinder en de hefboomwerking van het rempedaal juist te kiezen en ook rekening te houden met het aantal te bedienen remklauwen kan voor een groot deel de remdynamiek bepaald worden. Remsystemen zonder rembekrachtiging vereisen meer bedieningskracht, maar hebben het voordeel dat deze beter te doseren zijn en meer gevoel geven aan de bestuurder. Als voorbeeld: formule 1-auto's hebben geen rembekrachtiging, maar wel rondom schijfremmen.
De bediening van de schijfrem vanaf bedieningshendel of rempedaal kan pneumatisch, hydraulisch, mechanisch (met kabels) of elektrisch/elektromagnetisch zijn.
Vooral bij zwaardere schijfremmen – zoals in auto’s en treinen – zitten in de remschijven radiaal verlopende luchtkanalen, die vlak bij de as en aan de buitenzijde open zijn. Door de middelpuntvliedende kracht tijdens het draaien stroomt lucht door deze kanalen die de remschijf koelt.

## Schijfrem bij een fiets

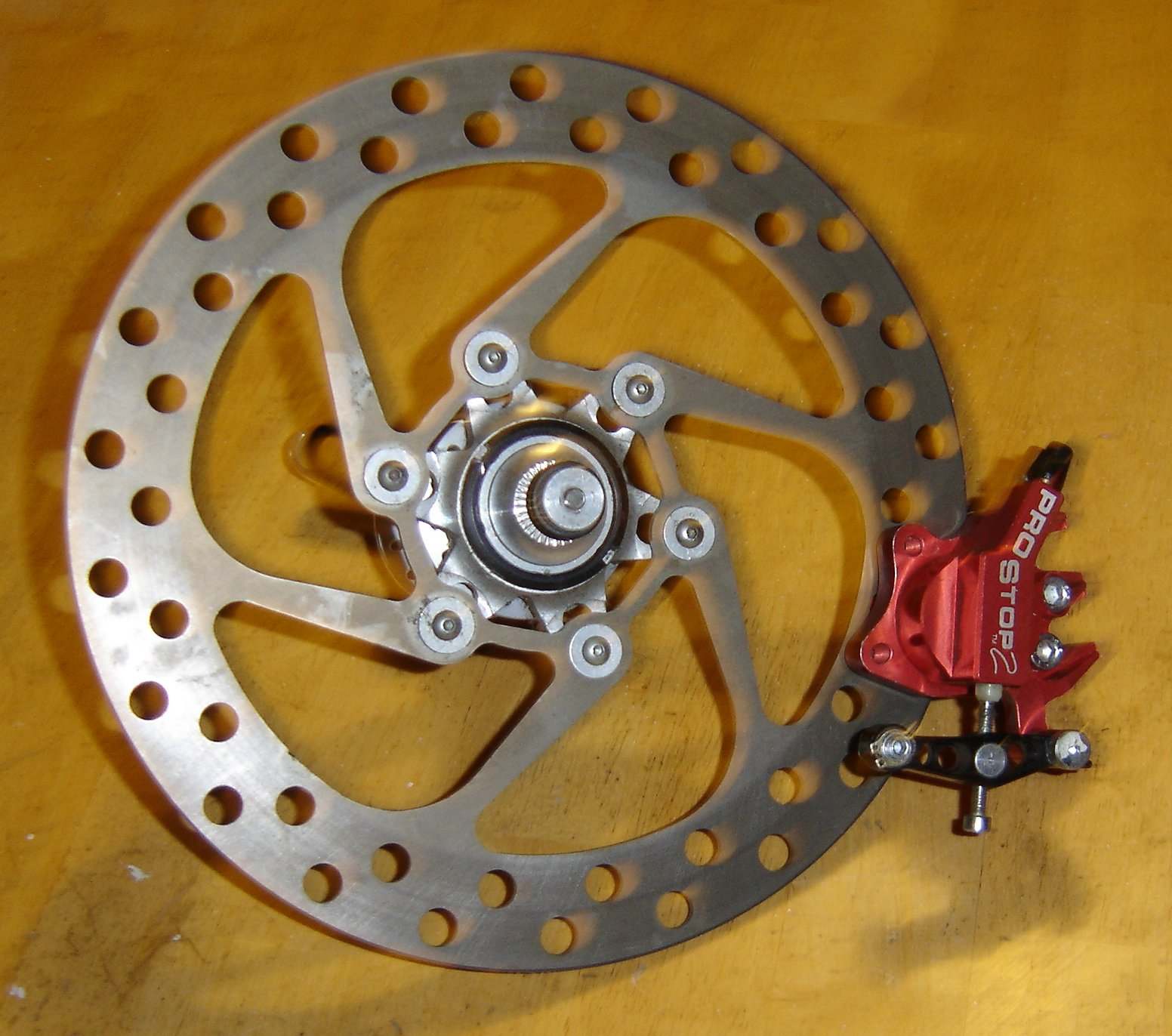
Schijfrem met de rode klauw

Het eenvoudigste voorbeeld van een schijfrem is de velgrem van een fiets: door het aantrekken van het remhendel worden de blokjes tegen de velgrand aangedrukt, en remt de fiets. Bij zwaardere voertuigen en bij sommige fietsen wordt er een aparte schijf op de naaf gemonteerd waartegen de remblokjes drukken. De schijfrem bij een fiets wordt hydraulisch of mechanisch bediend vanaf het stuur. Een hydraulische schijfrem berust op het principe dat de meeste vloeistoffen een zeer lage compressibiliteit hebben. Lucht is wel te comprimeren, daarom is het ook gevaarlijk als er lucht in de hydraulische leiding van een schijfrem zit.
Een hydraulische rem werkt door de hendel in te knijpen. Door het inknijpen van de hendel wordt olie de remleiding ingestuwd. Aan het einde van de leiding stuwt olie de leiding uit in de remklauw (ook wel caliper genoemd). In de remklauw wordt de olie verdeeld naar de zuigers en met de druk van de remhendel worden de zuigers uit de remklauw op de remschijf geduwd. De meeste systemen zijn "open" remsystemen, wat inhoudt dat er een luchtgaatje in het oliereservoir op het handvat zit zodat overige olie in het reservoir kan lopen. Warme olie zet uit; bij een gesloten systeem wordt de druk in het systeem steeds hoger doordat de olie niet kan ontsnappen. Hierdoor is het mogelijk dat de remblokken vastlopen op de schijf door het uitzetten van de olie.
Het voordeel van een schijfrem bij fietsen is:
- Een schijfrem levert een grotere remkracht, ook bij nat weer.
- Een schijfrem aan de as is minder gevoelig voor vuil. Dat is een voordeel voor terreinfietsen. Hij is wel erg gevoelig voor vet, de schijf mag bijvoorbeeld niet met de hand aangeraakt worden.
- Met een schijfrem kan men beter gedoseerd remmen.
- Als er een grote slag in het wiel zit, kan men met een schijfrem gewoon doorfietsen. Bij een velgrem zal het wiel niet meer vrij kunnen draaien.

Er zijn ook nadelen:
- Het is in het algemeen zwaarder dan een velgrem (hoewel een zware set velgremmen zwaarder is dan lichte schijfremmen).
- De aanschaf is algemeen duurder
- Er is een speciale naaf en vork nodig, waardoor een wiel niet eenvoudig met andere types wiel uitgewisseld kan worden.
- Een schijfrem is kwetsbaar, bij een val kan de schijf gemakkelijk krom worden, waardoor verder fietsen vaak onmogelijk is. Dat gebeurt overigens niet vaak.

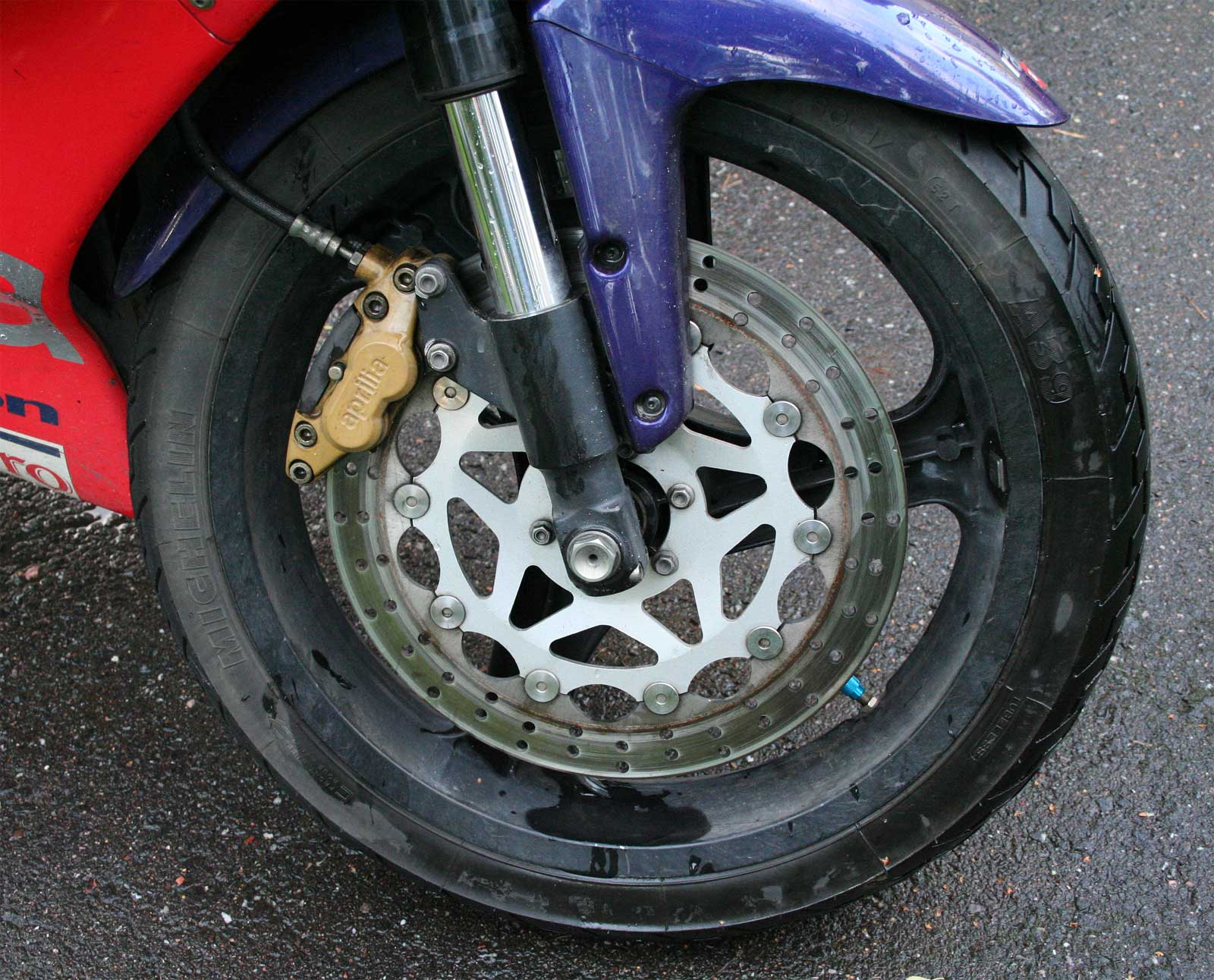
Motorfietsen hebben tegenwoordig meestal zwevende remschijven. Dit is een Aprilia-motorfiets

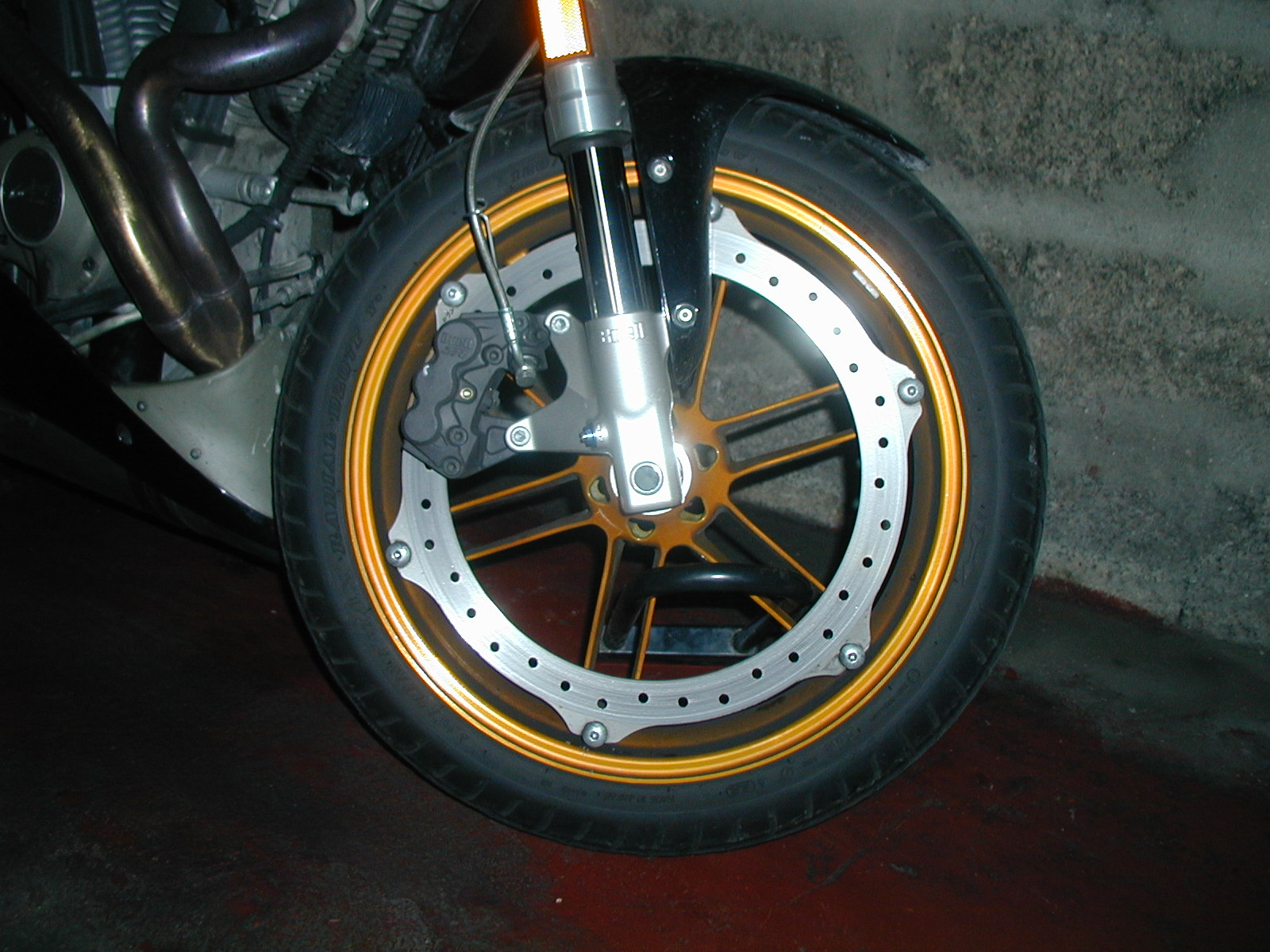
Extreem grote remschijf op een Buell-motorfiets